# غراهام واتانابي
غراهام واتانابي (بالإنجليزية: Graham Watanabe)‏ هو متزلج على الثلوج أمريكي، ولد في 19 مارس 1982 في هايلي في الولايات المتحدة.

## وصلات خارجية
- غراهام واتانابي على موقع الاتحاد الدولي للتزلج (ركوب لوح الثلج) (الإنجليزية)
- غراهام واتانابي على موقع أوليمبيديا (الإنجليزية)